# Simon Blackwell
Simon John Blackwell (Battersea, 27 de maio de 1966) é um produtor cinematográfico, humorista e roteirista britânico. Como reconhecimento, foi nomeado ao Oscar 2010 na categoria de Melhor Roteiro Adaptado por In the Loop.